# Saalburgstraße

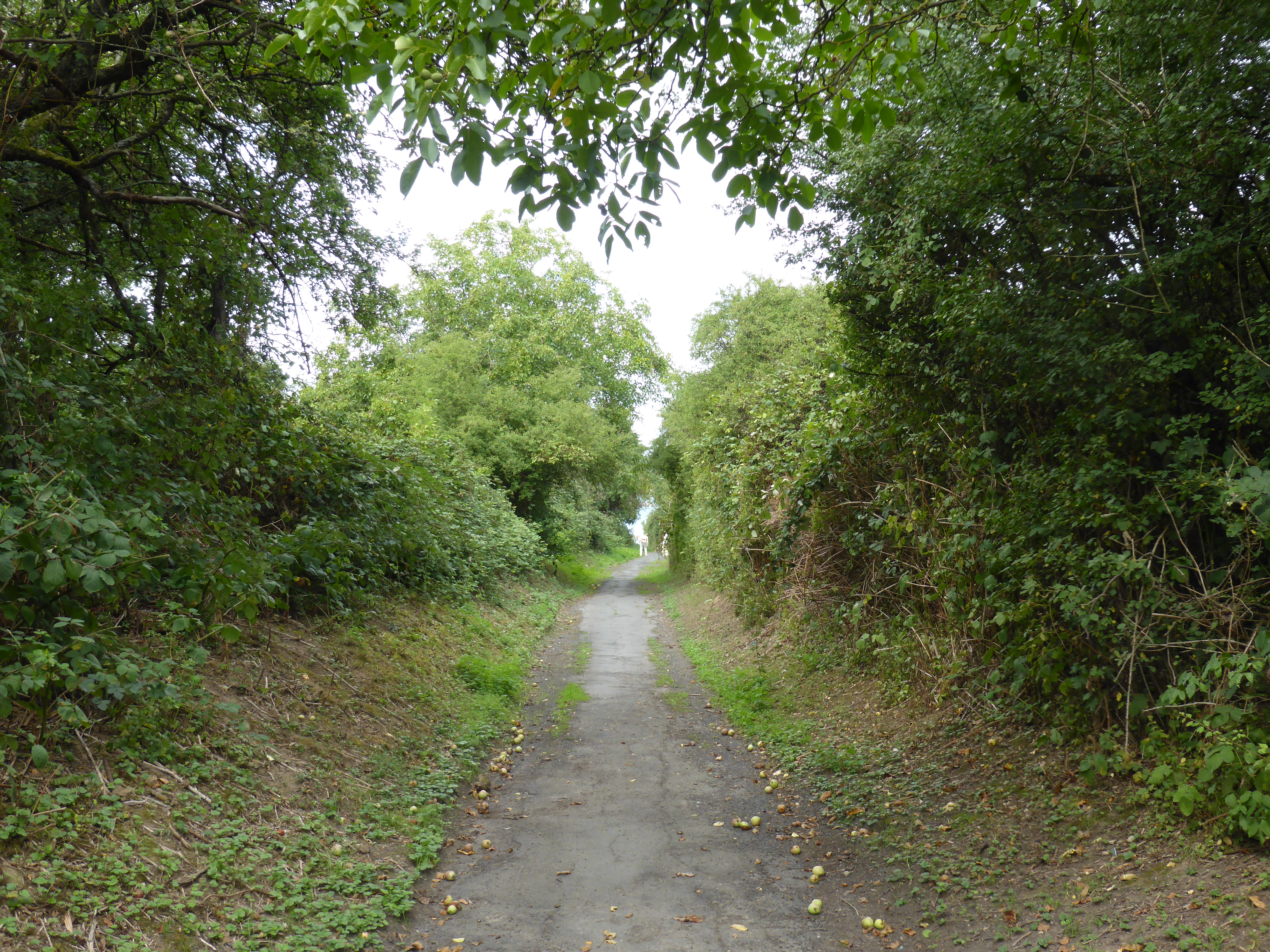
Steinstraße, Hohlweg auf dem Verlauf der Saalburgstraße am Riedberg

Die Saalburgstraße wurde von den Römern zur Versorgung und zur besseren Erreichbarkeit des Kastells Saalburg am Taunus-Übergang am Köpperner Sattel erbaut. Sie ist eine gradlinige Verbindung vom Hauptort Nida der Civitas Taunensium aus.

## Erhaltung
Wie von fast allen römischen Straßen in der Region sind die Reste der Saalburgstraße heute nur noch mit geübtem Blick oder durch Luftbildarchäologie sichtbar. Als Militärstraße am Limes erhielt sie ursprünglich eine Steinlage mit Schotterung. In landwirtschaftlich genutzten Arealen wird diese häufig angepflügt, was die Gefährdung des Bodendenkmals aufzeigt. Neben Luftbildern kann der Verlauf anhand von heutigen Straßen und Feldwegen rekonstruiert werden.

## Vermutlicher Verlauf

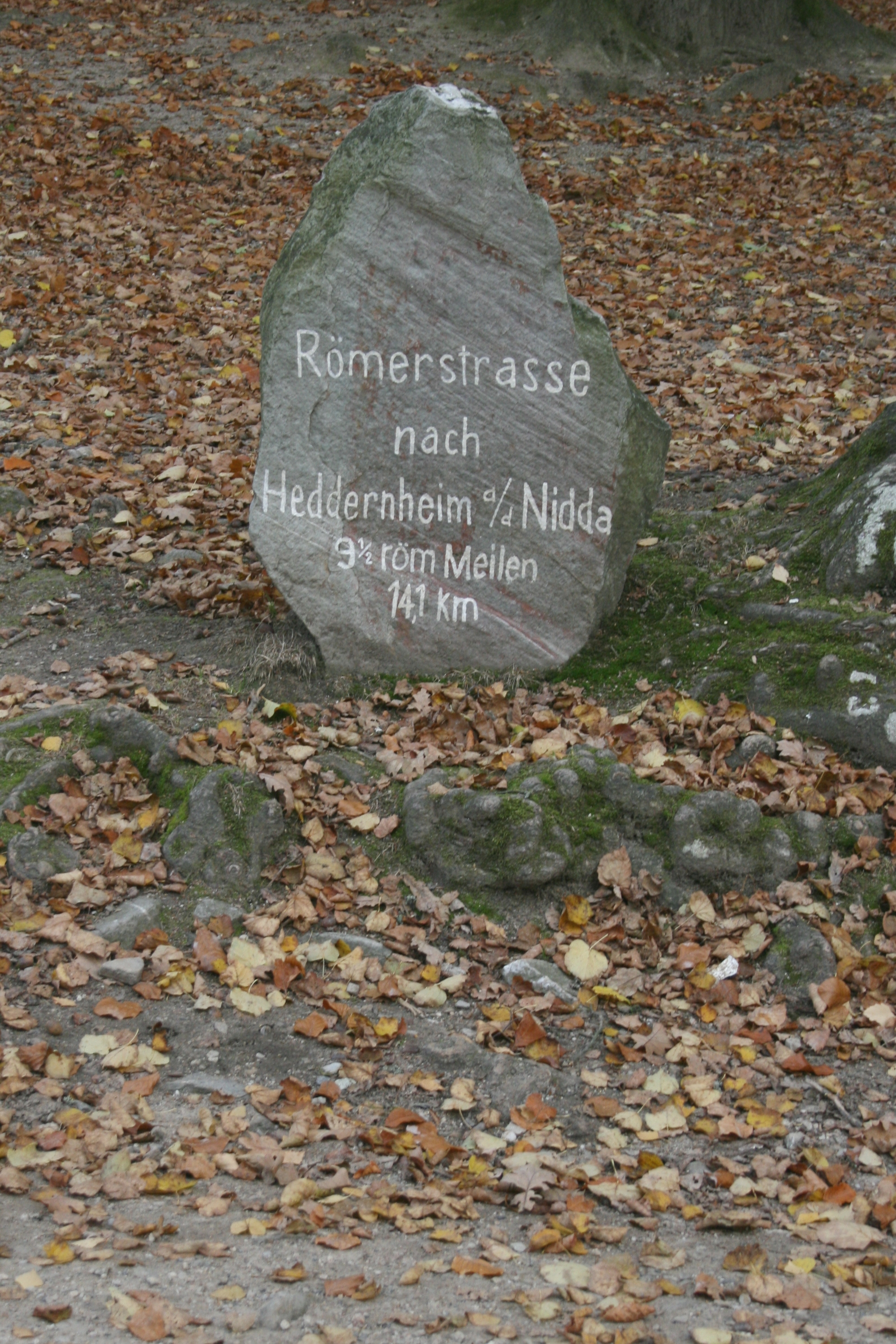
Hinweistafel auf die Römerstraße vor dem Kastelltor der Saalburg.

Über eine Länge von fast 14 Kilometer zog diese Römerstraße unter Missachtung der Topografie schnurgerade vom Forum in Nida zum Haupttor des Römerkastells und ersetzte damit den ebenfalls völlig gradlinigen, sogenannten Lindenweg (auch Linienweg), die vorrömische Verbindung von der Nidda-Mündung bei Frankfurt-Höchst. Der Grundriss des zweiten Kastells (Steinkastell), erbaut um das Jahr 135 n. Chr., bezieht sich demnach nicht mehr auf den Lindenweg, sondern betont die militärische Achse nach Nida, dem Verwaltungs-Zentrum der Civitas Taunensium. Im Mittelalter wurde diese Straße auch Heidenstraße genannt.
- Ausgangspunkt am Forum der Heerstraße in Heddernheim, am Friedhof bzw. Knick der Heerstraße 50° 9′ 14,5″ N, 8° 38′ 15,4″ O[2].
- Übergang Urselbach an der U-Bahn-Haltestelle Wiesenau. 50° 9′ 59,1″ N, 8° 37′ 50,4″ O[2]
- Steinstraße am Niederurseler Hang. 50° 10′ 15″ N, 8° 37′ 39″ O[2]
- Neubaugebiet Riedberg, hier wurde die Trasse von der Bebauung freigehalten. 50° 10′ 34,2″ N, 8° 37′ 27,4″ O[2] (siehe auch Riedberg-Plan:[3])
- Straßenreste im Feld bei Bommersheim, als Geländespuren im Luftbild. 50° 11′ 9,6″ N, 8° 37′ 6,2″ O[2]
- Straßenreste südlich dem Oberurseler Kreuz bei der Eisenbahnbrücke 50° 12′ 33,1″ N, 8° 36′ 15,5″ O[2]
- Römerstraße nach dem Oberurseler Kreuz, dort auch „Die alte Römerstraße“ genannt. 50° 12′ 49,3″ N, 8° 36′ 5,3″ O[2]
- Ein Teilstück im Kleinen Tannenwald vor der Tannenwaldallee/Elisabethenschneise in Bad Homburg vor der Höhe. 50° 13′ 34,6″ N, 8° 35′ 37,9″ O[4]
- Römerstraße vor dem Saalburg-Kastell, dort „Römerstraße nach Heddernheim“ genannt, die Achse der Via Praetoria. 50° 15′ 52″ N, 8° 34′ 17,7″ O bzw. 50° 16′ 8,3″ N, 8° 34′ 5,2″ O[5]

- Karte mit allen Koordinaten:
- OSM |
- WikiMap

## Namensgleichheit in Frankfurt am Main
Im östlichen Frankfurter Stadtteil Bornheim trägt eine Straße ebenfalls den dort amtlich geführten Namen Saalburgstraße. Deren Name steht jedoch in keinem geographischen oder historischen Zusammenhang mit der hier behandelten Römerstraße.